# Skylar Kergil
Skylar Kergil (19 de mayo de 1991) es un activista transgénero estadounidense, cantante y compositor, orador público, personalidad de YouTube y artista. Kergil ha documentado su transición, de mujer a hombre, en YouTube desde 2009 para educar a los espectadores sobre la identidad de género, las hormonas, las cirugías y la vida cotidiana de una persona transexual. Comenzó a tomar testosterona y subir vídeos en YouTube, mientras asistía a la Acton-Boxborough Regional High School, y continuó haciendo vídeos mientras estudiaba en Skidmore College.
Kergil actualmente reside en Cambridge, Massachusetts, mientras continúa haciendo actualizaciones periódicas en YouTube, y busca nuevas oportunidades en la música y como conferencista.

## Biografía
Al crecer, Kergil se presentaba como un marimacho, aunque en la escuela secundaria trató de cambiar y encajar con las chicas, lo que dijo le hacía sentirse falso e incómodo. Pronto comenzó a socializar con chicas lesbianas de su escuela secundaria, cortándose el cabello y vistiendo ropa holgada, y tocando en una banda de punk-rock. Esto todavía no era lo adecuado para él. No fue hasta que conoció a una mujer trans en un concierto, cuando tenía 15 años, que Kergil se dio cuenta de quién era de verdad. Durante los años siguientes, Kergil se reunió con un terapeuta de género y comenzó a utilizar el nombre más neutral de género Skye. Salió del clóset frente a sus padres como un hombre transgénero y, aunque inicialmente recibieron la noticia con preocupación, pronto encontró un inmenso apoyo de ellos. Comenzó  a recibir testosterona a principios de 2009, su último año de secundaria. El momento era importante para él, ya que quería comenzar en el Skidmore College presentándose como hombre.
En Skidmore, Kergil se especializó en arte, primero concentrándose, principalmente, en la pintura (con una pequeña inmersión en la cerámica), pero luego se enfocó más en la fotografía. Kergil también tomó varias clases de poesía, sintiéndose atraído por la escritura de letras para su música. En su tercer año, escribió un poema particularmente conmovedor, sobre una heroína llamada Hera, que liberaba a sus compañeros de una granja industrial. Kergil hizo un fuerte grupo de amigos durante su primer y segundo año, con los que todavía sigue siendo amigo hoy día, incluido su compañero de cuarto de primer año y posterior excelente amigo, Ethan Paul. Durante sus años en Skidmore, Kergil participó en varios clubes, incluido el grupo de tambores japoneses Taiko  de Skidmore, SkiDaiko, y en el grupo LGBT, Pride Alliance, ocupó un puesto en la junta ejecutiva como miembro de los alumnos de último año. Kergil fue visto como uno de los seres humanos más genuinos del campus, y tendía a hacer amigos fácilmente, donde quiera que fuera. Interpretó su música en varias noches de micrófono abierto y conciertos informales para sus amigos, siempre actuando con su combinación de celo y gracia. Su pasión por su música era clara, apenas por delante de su pasión por hacer ejercicio y tomarse selfies.
Kergil prefirió comenzar sus estudios en Skidmore, sin salir del clóset ante todo el mundo como hombre. Él sólo lo hizo frente a sus amigos más cercanos, pero no frente a la comunidad de la universidad. Cuando su canal de YouTube empezó a crecer, y comenzó a comprender que podía hacer la diferencia en las vidas de muchas personas, descubrió su pasión por el activismo, dándose cuenta de que para realmente marcar una diferencia, se necesita vivir fuera de la comunidad LGBT. En su año sénior en Skidmore, Kergil dio discursos e interpretó música en eventos universitarios del norte del estado de Nueva York, todo lo cual despertó un gran entusiasmo por este tipo de activismo.
Durante el último año y medio, Kergil se mudó de la universidad a Vermont, y luego a Cambridge, donde ha estado trabajando en un banco, mientras continúa su trabajo en música y activismo.

## Redes sociales
Junto con su canal de YouTube, Kergil publica actualizaciones periódicas en sus páginas de Facebook, Instagram y Twitter y, a menudo, comparte citas y videos inspiradores, así como otras informaciones educativas. Kergil utiliza las redes sociales como una forma de difundir la conciencia de los problemas trans, compartir actualizaciones sobre su vida diaria, e interactuar con fanáticos y personas de todo el mundo. 

## Música
La primera banda de Kergil, Degenerexix, tuvo más influencias punk que su música más reciente, como se puede escuchar en su canción "Animals are Hardcore". A medida que sus gustos musicales cambiaron, comenzó a escribir más música de sonido folk, tocando solo bajo su propio nombre, o Lentils and Dirt.

## Publicaciones
- Cuéntame una historia, 2015. Un EP pateado..[26]
- Gracias, 2014. Un álbum de música para arrancar.[27]
- Rehumanizando la comunidad trans masculina, 2013. Una mirada fotográfica y narrativa, autopublicada, sobre las vidas de varios miembros de la comunidad trans masculina. Tesis de grado en arte.